# Juan de Osuna
Pour les articles homonymes, voir Osuna.
Juan de Osuna, né le 15 janvier 1745 à La Rambla dans la province de Cordoue en Espagne et décédé le 21 mai 1818 à Madrid, est un prêtre jésuite espagnol. Actif en Italie comme publiciste et polygraphe après l’expulsion des Jésuites d’Espagne, il contribue à la restauration de la Compagnie de Jésus dans son pays natal après 1814.

## Biographie

### Formation et premières années
Avant son admission chez les Jésuites le jeune Juan étudie les langues classiques et les humanités durant quatre ans, et la philosophie pendant trois ans. Entré au noviciat de Séville le 24 janvier 1759 il reprend des études de philosophie à Grenade. Il n’a pas terminé ses études de théologie lorsque les Jésuites sont bannis d’Espagne en 1767 : il sera ordonné prêtre en juin 1769, sans doute à Rimini, en Italie où il s’est exilé, après quelque temps passé en Corse comme refugié.   
Lorsque la suppression de la Compagnie de Jésus est finalement confirmée en 1773, il s'installe à Savignano où il enseigne la rhétorique et la philosophie de 1779 à 1788. Connaissant bien le latin, le grec, le français et l'anglais, et s'étant mis à parler couramment l'italien, il poursuit une carrière de publiciste, chroniqueur et bibliographe.

### Publiciste et journaliste en Italie
1788 est un nouveau tournant dans sa vie : il reprend l'imprimerie de Gregorio Biasini à Cesena, où il fonde et édite Notizie politiche (1788-1795) , le premier journal publié dans cette ville. D'orientation anti-encyclopédique et anti-révolutionnaire, sans être réactionnaire, le périodique connait rapidement un grand succès : il compte parmi ses lecteurs le pape Pie VI.  Il est suivi trois ans plus tard des Notizie letterarie (1791-1792), revue ouverte aux courants éclairés, qui est largement diffusée, même en Espagne,.   
Juan de Osuna fait du journalisme son activité principale : il contribue également au Giornale Enciclopedico di Vicenza, aux Effemeridi Letterarie de Rome et surtout au Genio Letterario d'Italia (1793-1794) de Venise. 
Intéressé par les réformes économiques, Osuna publie des études sur les avantages du charbon de mine et l'importance des douanes. En 1794, le pape Pie VI l'appelle à Rome pour rédiger les ordonnances militaires. Il est remplacé à la direction des Notizie Politiche par Melquíades de Salazar, un ancien confrère jésuite de Tolède, et collaborateur de la première heure. 
Profitant des changements survenus en Espagne Osuna s'y rend en 1798 et y exerce des ministères sacerdotaux à Cordoue. De nouveau exilé en 1802, il s'installe à Rome où il est membre de l'Accademia di religione cattolica, fondée en 1801. Il est nommé à la direction du Collegio Sabino par le pape Pie VII. En 1809, il refuse de prêter le serment d'allégeance à Joseph Bonaparte, le nouveau roi de Naples et d'Espagne.

### Restauration en Espagne
Juan de Osuna réintègre le Gesu en décembre 1814, quelques mois après le rétablissement universel de la Compagnie de Jésus (7 août 1814). Il y rédige ses mémoires. Il  accompagne le vicaire général, Giovanni Perelli, en Sardaigne pour discuter avec Victor-Emmanuel Ier du retour des Jésuites dans ses états. La fonction de commissaire (abolie en 1565) est rétablie en Espagne en 1815 pour y permettre le retour des Jésuites. Nommé à ce poste par Manuel de Zúñiga, il l’accompagne à Madrid pour y organiser la restauration de la Compagnie de Jésus. Il s'installe au Collège impérial, où il est préfet général des études et conseiller de l'économat ; il y meurt le 21 mai 1818.

## Écrits
Osuna a laissé de nombreux écrits, surtout des lettres, des oraisons funèbres et des articles dans le journal qu'il a créé, Notizie Letterarie, qui ont parfois été rassemblés et publiés comme livres.  
- Memoria sul Sistema delle Dogane ai confini dello Stato Pontificio, 1791.
- Del uso e vantaggio del carbon fossile, Cesena, 1793.
- Orazione parenetica predicada en idioma italiano ... en el solemne triduo de rogativas que los sacerdotes españoles habitantes en Cesena, han celebrado en los días 10, 11 y 12 de junio de 1793 en la iglesia parroquial de San Miguel Arcángel, Madrid, M. Pacheco, 1794, 28 p. : discours – ou sermon (?) -  sur la guerre contre la Convention française.